# قرنطینه

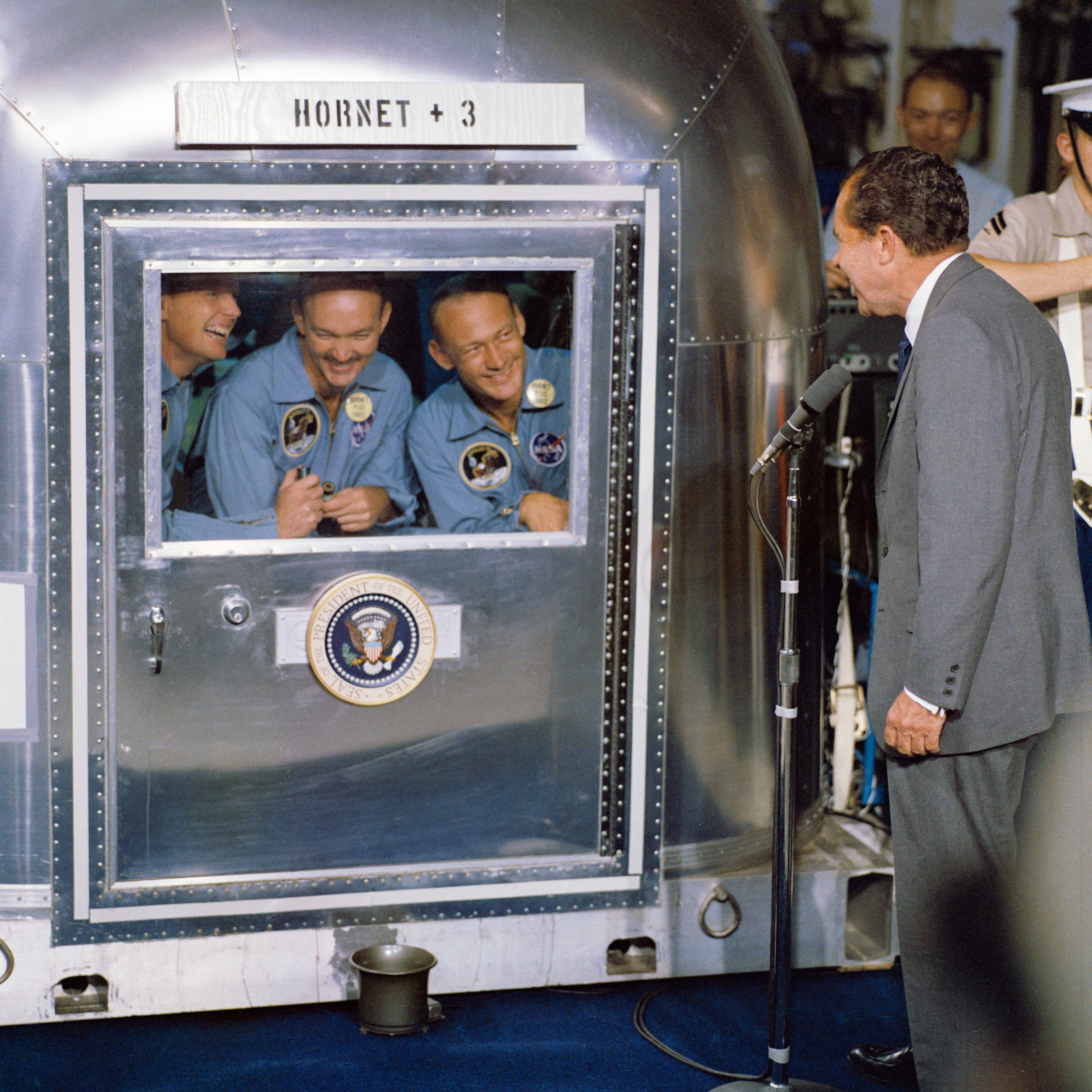
بازدید رئیس‌جمهور نیکسون از خدمه آپولو 11 در مرکز قرنطینه سیار ناسا، پس از بازگشت به زمین

قرنطینه یا قَرَنطین به معنی محدود کردن اجباری به منظور جلوگیری از فراگیر شدن بیماری یا عامل خطرساز است. قرنطینه به طور معمول در مورد انسان‌ها انجام می‌شود، ولی در پاره‌ای موارد برخی جانوران نیز قرنطینه می‌شوند.

## ریشهٔ واژه
خاستگاه واژهٔ قرنطینه به ونیز بازمی‌گردد ریشۀ واژۀ قرنطینه از واژۀ ایتالیایی Quarantina یا Quaranta giorni گرفته شده و به معنی دورهٔ چهل‌روزه است. در زبان فارسی قرنطینه از واژهٔ زبان فرانسوی Quarantaine - که از همان ریشه است - وام گرفته شده ‌است.
در میانۀ سدۀ ۱۴ (میلادی) کشتی‌هایی که به شهر دوبرونیک (در کرواسی کنونی) می‌رسیدند، به دلیل نگرانی از گسترش طاعون، ناچار بودند چهل روز پیش از پهلو گرفتن در اسکله در جایی مشخص توقف کنند.

## تاریخچه

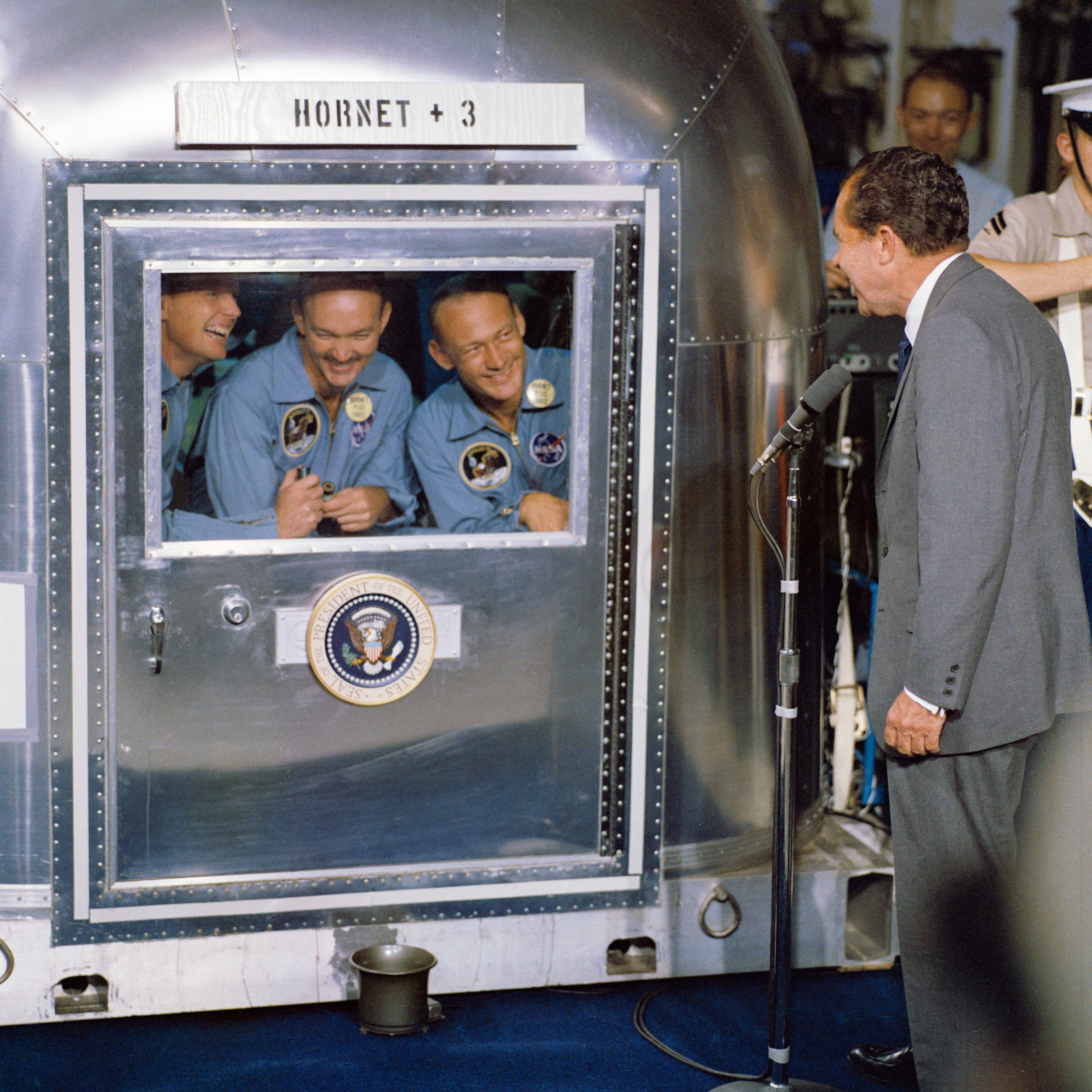
ریچارد نیکسون در حالت صحبت با فضانوردان آپولو ۱۱ (نیل آرمسترانگ، باز آلدرین و مایکل کولینز) در قرنطینه

نخستین اشاره به قرنطینه، به کتاب سفر لاویان مربوط به دوران شاهنشاهی هخامنشی است.
کنترل برخورد انسان‌ها برای جلوگیری از فراگیرشدن بیماری در جوامع بشری پیشینه‌ای کهن دارد. در عهد عتیق اشاراتی به این کنش شده ‌است.

### در اسلام
مرتضی مطهری در کتاب انسان و سرنوشت درباره رعایت قرنطینه اختیاری در گذشته، نوشته: پس از آنکه عمر بن خطاب اطلاع پیدا کرد که در شام طاعون آمده و تصمیم گرفته وارد شهر نشود  ابوعبیده جراح به او اعتراض‌ کرد که: آیا می‌خواهی از قضا و قدر الهی فرار کنی: عمر پاسخ داد: عبدالرحمن بن عوف روایت کرد که از رسول خدا شنیده است‌ که اگر در شهری طاعون پیدا شد و شما در آن شهر بودید از آن شهر خارج‌ نشوید. ولی اگر در شهری پیدا شد و شما در خارج آن شهر بودید داخل آن‌ شهر نشوید. مطهری سپس توضیح داده که چون در آن هنگام، قرنطینه وجود نداشت برای جلوگیری از همه‌گیری بیماری طاعون ، مردم مبتلا به طاعون، رعایت حال مردم جاهای‌ دیگر را بکنند و از شهر خارج نشوند و به جای دیگر نروند.

## امروز
قرنطینه، امروز نیز از مهمترین راه‌های پیشگیری از همه‌گیری بیماری‌های واگیردار است.
مدت قرنطینه، به نوع بیماری عفونی، دوره نهفتگی، و مدت زمانی که فرد آلوده یا مبتلا می‌تواند دیگران را مبتلا کند بستگی دارد.

## تفاوت با ایزوله
ایزوله (جداسازی بیمار) به معنای جداسازی مبتلایان قطعی به یک بیماری‌ عفونی از دیگر افراد است. اما قرنطینه به معنی محدودکردن رفت‌وآمد افرادی است که در معرض یا در تماس با مبتلایان بوده‌اند. افراد درون یک قرنطینه ممکن است سالم باشند یا خود ندانند که آلوده شده‌اند یا اینکه نشانه‌های نداشته باشند.

پرچم زرد رنگ در رمز بین‌المللی پرچم در کشتی‌ها با نام «پرچم کِبِک». در گذشته، این پرچم، نشانه وجود قرنطینه در کشتی بود. اما امروز، نشانه پاک بودن کشتی از بیماری و درخواست پهلوگیری در اسکله و بازرسی است.

## مقررات بین‌المللی بهداشت
سازمان جهانی بهداشت و سازمان ملل متحد در موارد همه‌گیری بیماری‌های عفونی از مقررات بین‌المللی بهداشت پیروی می‌کنند. این مقررات در سال ١٨٥١ در پاریس و به دنبال شکست کشورهای اروپایی در مقابله با همه‌گیری وبا وضع شد. در طول تاریخ، مقررات بین‌المللی بهداشت، همواره تغییر کرده است. بر پایه این مقررات، رفت‌وآمد مردم و کالا از مرزها سبب همه‌گیری بیماری‌های واگیردار می‌شود و برای همین، کشورهای عضو سازمان جهانی بهداشت باید موارد همه‌گیری بیماری‌های عفونی را اعلام کنند. همچنین دیگر کشورها نیز اجازه دارند بیشترین ممنوعیت‌ و محدودیت را برای حفظت مردم خود از همه‌گیری بیماری، اعمال کنند.

### سوء استفاده
مقررات بین‌المللی بهداشت می‌پذیرد که قرنطینه، مانعی برای تجارت آزاد است و از ملاحظات بهداشتی می‌توان برای محدودیت‌های گمرکی استفاده نادرست کرد. قرنطینه همیشه بهانه‌ای برای نادیده گرفتن یا محدود کردن حقوق و آزادی‌های مدنی بوده است. به همین دلیل، اصول سیرکیوزا تنظیم شده‌اند. این اصول، الزام‌آور نیستند اما سازمان ملل متحد آنرا پذیرفته است.

#### اصول سیرکیوزا
بر پایه اصول سیرکیوزا، قرنطینه باید بر پایه ضرورت مطلق و یک نیاز اجتماعی واقعی و با رعایت این ملاحظات انجام شود:
- محدودیت‌ها متناسب و در کمترین اندازه ممکن و در چارچوب قانون باشند
- اجباری یا تبعیض‌آمیز نباشند.
- برای همه محدودیت‌ها شواهد و اطلاعات علمی کافی وجود داشته باشد.
- این اطلاعات در دسترس همگان باشند.
- کارهای لازم و علت لزوم محدودسازی حقوق و آزادی‌ها برای کسانی که قرنطینه می‌شوند به روشنی توضیح داده شود.
- کارها و محدودیت‌ها دائم، بازنگری و بررسی شوند.

وظیفه دولت‌ها در صورت قرنطینه:
- توجه کنند که بیماران، تهدید و آزار داده نشوند.
- نیازهای پایه‌ای بیماران مانند آب آشامیدنی، خوراک، دارو، و مراقبت‌های ویژه پزشکی فراهم شود.
- محدودیت‌ها یکسان و بدون نگاه به جایگاه یا پیشه اعمال شوند.
- زیان مالی بیماران (مانند حقوق دریافتی آنها) منصفانه جبران شود.